# Корнилова, Любовь Ивановна
Любовь Ивановна Корнилова (по мужу Сердюкова; 27 января 1852, Санкт-Петербург — 1892, Казань) — русская революционерка, народница, член организации «чайковцев».

## Биография
Родилась в многодетной семье совладельца фабрики фарфора братьев Корниловых, потомственного почётного гражданина Ивана Саввиновича Корнилова (1811—1878) и Татьяны Васильевны (в девичестве Самсоновой, †15 мая 1853). В семье воспитывалось семеро детей: сын — Александр, дочери — Мария, Анна, Вера, Надежда, Любовь и Александра.
По окончании Санкт-Петербургского Елизаветинского института в 1869 году с большой серебряной медалью, поступила на Аларчинские женские курсы.
В 1871 году вступила в петербургский кружок «чайковцев» и была активным его членом. В июне 1871 года привлекалась по делу члена кружка «чайковцев» Н. П. Гончарова, написавшего революционную прокламацию. Арестована 5 января 1874 года, но вскоре освобождена.
В 1875 году вместе с Л. В. Синегуб основала «Красный Крест» для помощи политическим заключённым.
В конце лета 1879 года в Санкт-Петербурге вторично арестована за связи с деятелями революционной партии «Земля и Воля».
В конце 1880 года выслана в административном порядке в Пермскую губернию и определена на жительство в Кунгуре. С тех пор до своей смерти жила с сестрой Александрой.
В 1882 году выслана на пять лет под надзор полиции в Ишим (Тобольская губерния). С 1883 года жила под надзором в Томске.
По окончании срока высылки переехала с сестрой в Казань, где и умерла в 1892 году.

## Брат и сёстры
- Александр — родился в Санкт-Петербурге, окончил Петришуле, учился на естественном факультете Санкт-Петербургского университета, увлекался нигилистическими и материалистическими идеями, умер от брюшного тифа в 1868 году.
- Мария — родилась в 1843 году в Санкт-Петербурге, окончила Санкт-Петербургский Елизаветинский институт в 1861 году[1].
- Анна — родилась в середине 1840-х гг. в Санкт-Петербурге, направлена на учёбу в Санкт-Петербургский Елизаветинский институт в 1855 г.[2]
- Вера
- Надежда (около 1850 Санкт-Петербург — 1875) — окончила Санкт-Петербургский Елизаветинский институт в 1868 г.(награждена книгой)[1], затем училась на педагогических курсах. В 1874 году вышла замуж за Николая Фёдоровича Жохова[3].
- Александра

## Муж
- Анатолий Иванович Сердюков — с января 1874 года.